# Куснищанська сільська рада
Куснищанська сільська рада — колишня адміністративно-територіальна одиниця та орган місцевого самоврядування у Любомльському районі Волинської області з адміністративним центром у с. Куснища.
Виключена з облікових даних 23 листопада 2017 року через об'єднання в Любомльську міську територіальну громаду Волинської області. Натомість утворено Куснищанський старостинський округ при Любомльській міській громаді.

## Загальні відомості
Історична дата утворення: в 1510 році. Водоймища на території, підпорядкованій даній раді: озеро Куснищанське.

## Населені пункти
Сільській раді були підпорядковані населені пункти:
- с. Куснища
- с. Городнє

## Склад ради
Рада складалась з 16 депутатів та голови.

### Керівний склад ради
| ПІБ                     | Основні відомості                                                                                  | Дата обрання | Дата звільнення |
| ----------------------- | -------------------------------------------------------------------------------------------------- | ------------ | --------------- |
| Боярчук Сергій Петрович | Сільський голова, 1955 року народження, освіта, член Всеукраїнського об'єднання «Батьківщина»      | 26.03.2006   | 31.10.2010      |
| Боярчук Сергій Петрович | Сільський голова, 1955 року народження, освіта вища, член Всеукраїнського об'єднання «Батьківщина» | 31.10.2010   | 24.10.2015      |
| Куран Петро Іванович    | Громадянин України, народився 06.07.1975 р., освіта вища, безпартійний                             | 25.10.2015   |                 |

Примітка: таблиця складена за даними джерела

## Населення
Згідно з переписом УРСР 1989 року чисельність наявного населення сільської ради становила 2749 осіб, з яких 1349 чоловіків та 1400 жінок.
За переписом населення України 2001 року в сільській раді мешкала 2721 особа.

### Мова
Розподіл населення за рідною мовою за даними перепису 2001 року:
| Мова       | Відсоток |
| ---------- | -------- |
| українська | 99,60 %  |
| російська  | 0,40 %   |